# Der Chinese des Schmerzes
Der Chinese des Schmerzes ist eine Mordgeschichte Peter Handkes.

## Inhalt
Ein einzelgängerischer Philologe, von Frau und Kindern getrennt lebend, bemerkt auf dem Weg zum feierabendlichen Kartenspiel einen Hakenkreuzsprayer und tötet diesen durch einen Steinwurf. Es findet keine Aufklärung der Tat statt. Doch die Tat wirkt im Täter, zugleich dem Erzähler, nach und bewirkt Selbstvergewisserung und Identitätsbildung.
Das erste Kapitel verzichtet bewusst darauf, das Entstehen des Tatmotivs sowie die sich herauskristallisiernde Planung der Tat zu schildern. Es wird lediglich die Lebenssituation des Täters, Lehrer für Altphilologie und insofern durchaus Repräsentant der abendländischen Kulturtradition, geschildert sowie eine gewisse Disposition zur Tat in Form einer Vorgeschichte des Täters skizziert.
Das zweite Kapitel schildert den Tathergang. Opfer ist ein inflagranti ertappter Hakenkreuzsprayer. Der Erzähler tötet diesen durch einen Steinwurf und setzt seinen Tagesablauf im abendlichen Kartenspiel fort, als wenn nichts gewesen wäre. Im Anschluss an das Kartenspiel kommt es zu einem Disput über die Schwelle, einem Zentralbegriff, der das ganze Werk leitmotivisch durchzieht und die Vorstellung eines Initiationsritus deutlich evoziert. Demzufolge begreift der Erzähler seine Tat als identitätsstiftend: Aus einem Loser, dem Zuschauer, wird ein Werfer. Statt Reue über die Tat verspürt der Täter vielmehr ein verstärktes Selbstbewusstsein. Zieht man in Betracht, dass das ganze Werk von der Osterthematik (Tod – Wiederauferstehung) durchwoben ist, ergibt sich die brisante Aussage, dass der Täter durch seine Tat, nämlich durch Selbstjustiz an einem Neonazi, gleichzeitig stirbt (als der Feigling Loser) und wiedergeboren wird (als der Held Werfer).
Das dritte Kapitel handelt vor allem von der intrapsychischen Bewältigung der Tat durch den Täter. Traditionell wird der Zeuge vom Täter gefürchtet, da er an der Aufdeckung des Verbrechens maßgeblich mitwirkt. Doch in Handkes Geschichte, in der es keinen Zeugen der Tat gibt, macht sich der Täter im Bewusstsein der Moralität seiner Tat selbst auf die Suche nach einem Zeugen. Durch ein Liebeserlebnis mit einer Frau belohnt, findet der Erzähler den gewünschten Zeugen schließlich in seinem Sohn. Diesem, den er einst gezeugt hat, gilt es nun die Tat zu bezeugen. Im nämlichen Doppelsinn von Zeugen und Bezeugen findet die Geschichte ihr Ziel in der Definition von Autorschaft.
Der Epilog schildert im Wesentlichen das Bild der gebannten Gefahr sowie das Idyll der geretteten Welt.

## Entstehungsgeschichte
In den späten 1960er und den 1970er Jahren stand in Deutschland, hervorgerufen durch Studentenbewegung, die APO bis hin zur RAF, das Gewaltmonopol des Staates ernsthaft in Frage. 1983, im Erscheinungsjahr von Peter Handkes Mordgeschichte Der Chinese des Schmerzes hatten sich diese Wogen bereits wieder geglättet. Das Gewaltmonopol des Staates schien zumindest vordergründig wiederhergestellt, und Beeinträchtigungen gab es nun eher von rechter Seite in Form der Neonazibewegung. Handke, dessen Geschichte darauf Bezug nimmt, hatte zeitweilig in Deutschland gelebt und die Ereignisse natürlich verfolgt. Zur Entstehungszeit der Geschichte lebte er bereits wieder in Salzburg in nie ganz glaubwürdiger österreichischer Beschaulichkeit.
Das Thema Gewalt bildet eines der Grundthemen der Dichtungen Handkes. Zieht man zudem die Tatsache in Rechnung, dass Peter Handke ausgebildeter Jurist ist, so nimmt es nicht Wunder, dass er eines Tages auch eine Mordgeschichte schreibt. Auffallend ist jedoch, dass sich Handke jedes spektakulär (voyeuristisch) kriminalistischen Interesses enthält, seine Geschichte vom Genre des Kriminalromans so weit wie möglich abrückt, und sich ganz auf das innere Geschehen konzentriert. Statt um die Erfüllung eines äußeren Handlungsrahmens (Plots) geht es in Der Chinese des Schmerzes darum, den inneren Triebfedern von Gewalt und Gegengewalt, die sich immer wieder neu auseinander erzeugen, nachzuspüren.

## Gattungstradition, Auflösung und Versuch der Umwertung
Dostojewskis Roman Schuld und Sühne bildet innerhalb des Genres wohl die paradigmatische klassische Mordgeschichte. Die Motive des Täters lassen sich fassen als eine Mischung aus Hybris (im antiken Sinne) und Psychopathologie (im modern psychologischen Sinne). Die Tat erscheint demzufolge einerseits als Auflehnung gegen das göttliche Gesetz, andererseits als psychopathologische Form der Kontaktaufnahme, die das Gegenüber zugleich erreicht und zerstört. Indem die Nähe gleichzeitig gesucht und verhindert wird, offenbart sich das Verzweifelte und Sinnlose der Mordhandlung. Wie der Tat die Vorbereitung (Planung) vorausgeht, so folgt ihr mit gleicher Notwendigkeit die Reue. Die Schuld kann dem Täter klar zugeteilt werden: Mord als Tatbestand ist zwar bei aller Sympathie mit dem oder Empathie in den Helden erklärbar, aber nicht entschuldbar. Das Opfer ist völlig oder weitgehend unschuldig.
In Handkes Mordgeschichte steht diese Tradition paradigmatisch im Hintergrund, doch als bloße Folie, von der sich der Text abhebt. Es scheint Handke darum zu gehen, alle traditionellen Bestandteile der Mordgeschichte aufzulösen, zu konterkarieren und neu zu definieren. Die klare Verteilung von Schuld und Unschuld beginnt zu zerfließen (das "Opfer" ist Neonazi), es gibt keine vorsätzliche Planung der Tat, sondern diese verdankt sich eher einem unvorhergesehen Zufall, gewissermaßen einer Kurzschlussreaktion des Täters. Es kommt zu keiner Aufklärung des Verbrechens, es gibt weder Ankläger, Angeklagten, Zeugen, Richter: nur deren Surrogate (Rudimente) werden in die Erzählfunktion mithineingenommen. Der Tat folgt keine Reue, sondern Erleichterung und Stolz.

## Kritik
1983 schrieb Die Zeit unter der Überschrift "Die (wieder) einleuchtende Welt": "Er weiß stets, dass die literarische Expedition eine ins Ungewisse bleiben muss, dass das Ahnen mehr weiß als das Wissen. Nur in der Ahnung wissen Unwillkürliches und Vernunft einander so in Einklang, dass auch Leichtsinn und Schwermut sich bedeutend durchdringen dürfen. Man könnte, was Handke tut, philosophisches Schreiben nennen, doch in dem Sinne, dass Gedachtes nicht als Denken vorgeführt wird, sondern wieder in die bedachten Dinge eingegangen ist – als ihre Erwärmung oder auch ihre Erleuchtung. Und was sonst könnte die Welt noch retten als dies, dass sie wieder einleuchtet, statt uns nur abzuschrecken und zu umnachten? Was sonst könnte friedensstiftend sein, als eine wieder einleuchtend gewordene Welt? Peter Handke ist für dieses Buch zu danken".
Brigitte Kronauer zog für den SPIEGEL folgendes Zwischenfazit: "Ein Traktat aus lauter Dingen, Stimmungen, Entwicklungsschritten, die sich einspruchslos der Argumentation Handkes unterwerfen. Ob Loser jemanden umbringt oder sich eine Liebste wünscht, die prompt aus dem Himmel einschwebt, ob sich ihm die Welt plötzlich "verjüngt", es geschieht nicht durch formende Überredungskunst, sondern auf rücksichtslosen Befehl des Autors".

## Ausgaben
- Peter Handke: Der Chinese des Schmerzes. Suhrkamp Verlag, Frankfurt/Main 1983, ISBN 3-518-04512-1.